# Stagno di Sa Salinedda
Lo stagno di Sa Salinedda è una zona umida situata  in prossimità  della costa centro-orientale della Sardegna, alle spalle della spiaggia di Berchida. Appartiene amministrativamente al comune di Siniscola.
Lo stagno è ubicato all'interno del sito di interesse comunitario identificato con la sigla ITB020012 istituito in base alla direttiva comunitaria "Habitat" n. 92/43/CEE approvata nel 1992 dalla Commissione europea e di conseguenza inserito nella rete Natura 2000 con l'intento di tutelarne la biodiversità, attraverso la conservazione dell'habitat, della flora e della fauna selvatica presenti. Il sito comprende anche i vicini stagni di Berchida, Sa Curcurica e Bidderosa.